# Steinway Lyngdorf
Steinway Lyngdorf er musikanlæg udviklet af Lyngdorf og Steinway & Sons. I 2005 indgik Lyngdorf og Steinway & Sons samarbejde om at udvikle det ultimative musikanlæg, hvor både lyd og design var i fokus. Det resulterede i flere musikanlæg og hjemmebiografer.
| Citat                 | Jeg har altid drømt om at udvikle det ultimative musiksystem, som sætter standarden inden for audioindustrien. Med Model D har vi skabt et enestående musiksystem, fordi vi har nytænkt alt – lige fra designet til systemets mindste komponent. | Citat |
| Citat, Peter Lyngdorf | |       |

Målet var, at musikanlæget skulle reproducere lyden af et Steinway-flygel så præcist, at pianister ikke var i stand til at kunne høre, om de lyttede til et flygel eller en reproduktion fra musikanlæget. Derudover var målet, at lyden skulle kunne sammenlignes med oplevelsen af live symfoniorkesterkoncerter og rockkoncerter, og at designet skulle være inspireret af Steinways flygler.
Steinway Lyngdorf er verdens første musikanlæg, hvor den digitale lyd er fuldstændigt integreret. Musikanlæggene indeholder Lyngdorfs teknologiske opfindelse "RoomPerfect", der gør det muligt for musikanlæggene at kunne tilpasse sig de akustiske karakteristika i et hvilket som helst lokale.
Musikanlæggene består af kostbare materialer, f.eks. store mængder aluminium – der er mere aluminium i én højttaler end i en Audi A8. Hver højttaler vejer 174 kg.
Musikanlæggene er håndlavede, og det tager over 170 timer at samle et musikanlæg.